# 千野秀一
千野 秀一（ちの しゅういち、1951年11月1日 - ）は、日本のキーボーディスト、作曲家、編曲家、即興演奏家。

## 来歴
幼少よりクラシックピアノを学び、東京学芸大学附属高校に進学するも、学生運動にのめりこんで中退し、その後大学入学資格検定を経て早稲田大学に進学。
1970年よりキーボーディスト、編曲家として活動を始める。ダウン・タウン・ブギウギ・バンドのサポートメンバーを経て正規のメンバーになった1976年ごろに中村香織と結婚し、1981年のバンド解散の翌年に離婚。坂田明、神谷重徳に合流してユニットWha-ha-haとして活動を行う一方、林英哲らとともに立ち上げたチャンゴ5などを始めとする複数のユニット活動を精力的に行う。また、宇崎竜童とともに1970年代末より携わり始めた映画音楽の分野では1980年代から1990年代を通じて多くの成果を出した。また映画の仕事で関わった俳優の麿赤兒との付き合いを通じて、2000年代半ばまで大駱駝艦に対して作品、演奏を提供するほか、現代舞踊家の江原朋子にも楽曲、演奏を提供する。1990年代からは即興演奏とともに、コンピュータとシンセサイザーを用いて作品を制作。1996年に音楽のためのソフトウェア制作を始め、神戸ジーベックホールにて、"振り子椅子"によるソロ・パフォーマンスを行うほか、コンピュータを用いたサウンド・インスタレーション「蟲めづる」などを制作する。キーボーディストとしてはGround Zeroの活動を通じて大友良英と交流するほか、ソウルシャリスト・エスケイプ、Next Pointなどで多くのミュージシャンとセッション、コラボレーションを行い、現在に至る。2008年よりベルリン在住。

## 楽曲提供
- 作曲『TOKYOナイト&デイ』（所ジョージ 1979年6月21日）映画『下落合焼とりムービー』主題歌

## ドラマ音楽
- 音楽 ポーツマスの旗（NHKテレビドラマ、1981年）
- 音楽 ハイカラさん（NHK連続テレビ小説、1982年）
- 音楽 翔べひよっ子（NHKテレビドラマ、1989年）

## 映画音楽
- 編曲 白昼の死角（東映、村川透監督、1979年）
- 音楽 ヒポクラテスたち（ATG、大森一樹監督、1980年）
- 音楽 ミスター・ミセス・ミス・ロンリー （ATG、神代辰巳監督、1980年）
- 音楽 風の歌を聴け（ATG、大森一樹監督、1981年）
- 音楽 魔性の夏　四谷怪談より （松竹、蜷川幸雄監督、1981年）
- 音楽 きつね （松竹、仲倉重郎監督、1983年）
- 音楽 血風ロック （流山児祥監督、1983年）
- 音楽 ビリィ★ザ★キッドの新しい夜明け（パルコ、山川直人監督、1986年）
- 音楽 蝶がとぶ・森（杉本信昭監督、1987年）
- 音楽 竜馬を斬った男 （松竹富士、山下耕作監督、1987年）
- 音楽 海へ 〜See you〜（東宝、蔵原惟繕監督、1988年）
- 音楽 ちんなねえ　BORN TO BE BABY（東宝、林海象監督、1997年）
- 音楽 赤目四十八瀧心中未遂（赤目製作所、荒戸源次郎監督、2003年）
- 音楽 ゲルマニウムの夜（荒戸映画事務所、大森立嗣監督、2005年）
- 音楽 裸の夏 THE NAKED SUMMER（赤目製作所、岡部憲治監督、2007年）
- ゲストミュージシャン ジャーマン＋雨（リトル・モア、横浜聡子監督、2007年）
- ゲストミュージシャン 接吻 (2008年の映画)（ファントム・フィルム、万田邦敏監督、2008年）
- ゲストミュージシャン.sound to music音の城、音の海（ファントム・フィルム、服部智行監督、2010年）